# Мулато, Хосе
Хосе Даниэль Мулато Паласиос (исп. José Daniel Mulato Palacios; род. 9 января 2003, Кали) — колумбийский футболист, нападающий сербского клуба «Спартак» (Суботица), выступающий на правах аренды за боснийский «Игман».

## Клубная карьера
Мулато — воспитанник клуба «Депортиво Кали». 1 ноября 2020 года в матче против «Депортес Толима» он дебютировал в Категории Примере A. В 2021 году Хосе помог клубу выиграть чемпионат.
10 марта 2022 года Мулато был арендован американским клубом «Норт Тексас», резервной командой клуба MLS «Даллас», на сезон MLS Next Pro 2022. За «Норт Тексас» он дебютировал 10 апреля в матче против «Колорадо Рэпидз 2», выйдя на замену в конце второго тайма вместо Хоупа Авайеву. 23 апреля в матче против «Хьюстон Динамо 2» он впервые забил и отдал голевую передачу за «Норт Тексас».
17 ноября 2022 года было объявлено о переходе Мулато в «Даллас» 1 января 2023 года. Игрок подписал с клубом контракт до конца сезона 2025 с опциями продления на сезоны 2026 и 2027. За «Даллас» он дебютировал 25 февраля в матче стартового тура сезона MLS 2023 против «Миннесоты Юнайтед», выйдя на замену в конце второго тайма вместо Пакстона Помикала.
6 марта 2024 года Мулато был отдан в аренду клубу Чемпионшипа ЮСЛ «Сан-Антонио». 9 марта в матче стартового тура сезона 2024 против «Лаудон Юнайтед» он дебютировал за «Сан-Антонио», выйдя на замену в конце второго тайма вместо Лукаса Силвы.
27 июня 2024 года «Даллас» отозвал Мулато из аренды в «Сан-Антонио» и продал клубу сербской Суперлиги «Спартак» (Суботица).

## Достижения
Клубные
 «Депортиво Кали»
- Победитель Категории Примеры A — Финалисасьон 2021